# Till fjälls
Till fjälls (со швед. — «В горы») — первый полноформатный альбом шведской фолк-метал-группы Vintersorg. Стилистически он продолжился в том же музыкальном ключе, что и предыдущий миньон Hedniskhjärtad, с риффами в стиле блэк-метала, резким вокалом и бласт-битами, перемежающимися фолк-мелодиями, атмосферой и сочетанием акустической гитары. В 2021 году журнал Metal Hammer назвал Till Fjälls одним из 10 наиболее важнейших альбомов викинг-метала.

## Список композиций
| №                   | Название                           | Перевод названия                                  | Длительность |
| ------------------- | ---------------------------------- | ------------------------------------------------- | ------------ |
| 1.                  | «Rundans»                          | «Рунический танец»                                | 1:30         |
| 2.                  | «För kung och fosterland»          | «За короля и родину»                              | 3:47         |
| 3.                  | «Vildmarkens förtrollande stämmor» | «Чарующие голоса пустоши»                         | 4:09         |
| 4.                  | «Till fjälls»                      | «В горы»                                          | 6:42         |
| 5.                  | «Urberget, äldst av troner»        | «Бедрок, Старейший из тронов»                     | 5:03         |
| 6.                  | «Hednad i ulvermånens tecken»      | «Превращённый в язычника под знаком Волчьей Луны» | 2:23         |
| 7.                  | «Jökeln»                           | «Ледник»                                          | 3:26         |
| 8.                  | «Isjungfrun»                       | «Ледяная дева»                                    | 4:43         |
| 9.                  | «Asatider»                         | «Время богов»                                     | 3:55         |
| 10.                 | «Fångad utav nordens själ»         | «В плену у духа Севера»                           | 4:28         |
| Общая длительность: | Общая длительность:                | Общая длительность:                               | 40:06        |

## Участники записи
- Винтерсорг — вокал, гитары, бас, клавишные

Приглашённые музыканты
- Варгер — клавишные, электронные ударные
- Нильс Йоханссон — клавишные
- Андреас Франк — соло-гитара в «För kung och Fosterland» и «Asatider»
- Сиа Хедмарк — женский вокал в «Isjungfrun» и «Fångad utav nordens själ»